# Herminio Barrera
José Herminio Barrera Cabrera (San Gil, Santander (Colombia); 1 de abril de 1948-Bogotá (Colombia); 29 de noviembre de 2004) fue un cineasta, realizador, productor de cine y series de televisión colombiano.
Fue director de la Galería Nacional del Arte en Bogotá.

## Biografía
De su unión con Delia Moreno Duarte tuvo una hija, Delia Patricia Barrera Moreno, madre de Paloma Ainara Ortiz Barrera y Violeta del Mar Ortiz Barrera (22 de diciembre de 2009).
En su posterior matrimonio, con Bernarda Aponte Osorio, tuvo dos hijos: José Herminio y Támara Paola. 
Falleció a la edad de 56 años, víctima de un cáncer linfático. Sus últimos deseos los expresó a sus familiares, pidiendo  que «si la paz llega a Colombia, solo cuando llegue, lancen mis cenizas al viento en el Nevado del Cocuy, en Boyacá».

## Filmografía
Como director, él realizó numerosas películas y como autor, él realizó cuatro libros de fotografía. Durante más de treinta años Herminio Barrera trabajó con casi todos los realizadores colombianos del último medio siglo.
Dirigió más de treinta películas, entre las que se cuentan veinte cortometrajes, diecisiete mediometrajes y doce largometrajes.

### Documentales
- El cámara (1979)
- Interludio (1979)
- Roman Roncancio (1974)

### Ficción
- La machuca (1983) (cortometraje)
- Un discurso enmochilado (1986) (mediometraje)

### Otras
- Aura o las Violetas (1973)
- Cuatro edades del amor, Las (1980)
- Palacio de San Francisco (1981)
- Puentes del futuro (1982)
- La ruta de los comuneros: Galán el caudillo (1982)
- La soledad de Emilio
- Romeo y Buseta
- N.N.
- La Molienda
- Motilones Company
- Ayer me echaron del pueblo
- Concierto del Desconcierto (cortometraje)

### Autor
Barrera escribió cuatro libros de fotografía.

## Galardones
Premio Nacional de Colcultura.